# Kepler-138 d
Kepler-138 d è un pianeta extrasolare in orbita attorno alla nana rossa Kepler-138, visibile nella costellazione della Lira.
Per dimensioni e massa, potrebbe essere un nano gassosi o mininettuno. Tuttavia, una frazione importante della sua massa è costituita da acqua e il pianeta potrebbe avere uno spesso involucro atmosferico composto principalmente da vapore acqueo.

## Scoperta
Kepler-138 d è stato scoperto nel 2014 con il metodo del transito grazie alla missione Kepler della NASA, con un secondo pianeta. Essendo il più esterno dei due, fu chiamato KOI-314.02 o KOI-314 c, dalla designazione ricevuta dalla stella nel catalogo degli "oggetti Kepler interessanti" (Kepler object of interest, KOI). Tuttavia, dopo la scoperta di un terzo pianeta, quando la stella ricevette la designazione definitiva Kepler-138, i pianeti furono riordinati tenendo conto della distanza dalla stella. Così, essendo il terzo in tale ordine, ricevette la lettera "d".

## Caratteristiche
Kepler-138 d orbita attorno alla stella in circa 23 giorni, ad una distanza di 0,1288 au. Ha massa e diametro pari rispettivamente a 2,1 volte e 1,5 volte quelli terrestri. Per dimensioni e massa, risulta molto simile al secondo pianeta presente nel sistema ed è stato ipotizzato che abbiano anche una composizione piuttosto simile. In particolare, si ritiene che una frazione significativa della massa dei due pianeti, pari a circa il 15%, sia costituita da acqua e che possano essere di tipo oceanico. Ciò non implica necessariamente l'esistenza di un profondo oceano sulla loro superficie. Considerando infatti la vicinanza alla loro stella, la massa d'acqua potrebbe essersi raccolta in una densa atmosfera sotto forma di vapore, oppure, in alternativa, potrebbe esistere in uno stato supercritico tra un nucleo roccioso e un'atmosfera composta da idrogeno ed elio. In questo secondo caso, i due pianeti sarebbero dei nani gassosi o mininettuno. Prima della determinazione della sua massa, Kepler-138 d era stato indicato proprio come esemplificativo di questa classe di pianeti. Tuttavia, anche in questo caso, al momento non può neppure essere esclusa la presenza di un oceano, secondo il modello dei pianeti hycean.

## Abitabilità
Riceve dalla propria stella un flusso radiante pari a 4,6±0,3 kW/m², che corrisponde a circa 3,4 volte il flusso ricevuto dalla Terra. Di conseguenza, si può stimare una temperatura di equilibrio planetaria di 345 K (72 °C). Il pianeta si trova quindi nella zona abitabile del sistema. Tuttavia, non è immediato dedurre che sia adatto alla vita, soprattutto se si rivelasse un nano gassoso.